# Ćwikła

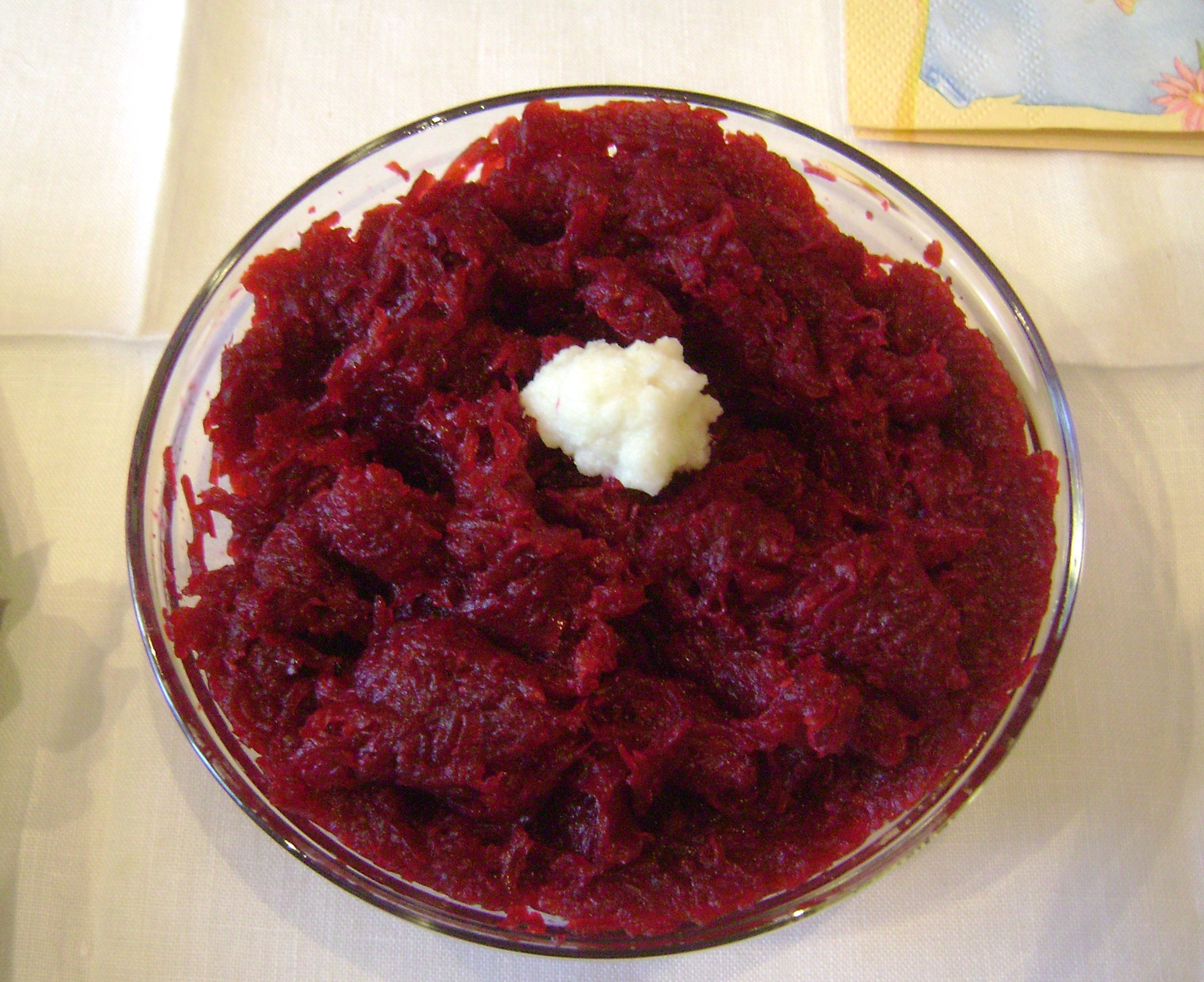
Ćwikła z chrzanem (Ćwikła additionné d'un peu de raifort.)

Le Ćwikła est une spécialité de la  cuisine polonaise. C'est un condiment préparé avec de la betterave cuite râpée et du  raifort râpé. 
Parmi les autres ingrédients, peuvent figurer du sucre, du sel, du jus de citron, et parfois du cumin, de la pomme, du vin rouge sec, des clous de girofle et du persil haché. 
Le ćwikła est généralement servi en tant que condiment avec de la viande, en particulier rôtie, grillée ou fumée ou avec de la charcuterie.